# Takatsuki (lớp tàu khu trục)
| Tàu khu trục lớp Takatsuki                     | Tàu khu trục lớp Takatsuki                                                  | Tàu khu trục lớp Takatsuki                        |
| ---------------------------------------------- | --------------------------------------------------------------------------- | ------------------------------------------------- |
| JS Nagatsuki (DD-167) thăm New York, năm 1986. |                                                                             |                                                   |
| Khái quát về lớp tàu                           |                                                                             |                                                   |
| Kiểu                                           | Tàu khu trục                                                                | Tàu khu trục                                      |
| Thời gian đóng                                 | 1964 - 1970                                                                 | 1964 - 1970                                       |
| Thời gian hoạt động                            | 1967 - 2003                                                                 | 1967 - 2003                                       |
| Lớp trước                                      | DD: Tàu khu trục lớp Murasame                                               | DD: Tàu khu trục lớp Murasame                     |
| Lớp sau                                        | DD：Tàu khu trục lớp Hatsuyuki                                              | DD：Tàu khu trục lớp Hatsuyuki                    |
| Đặc điểm khái quát                             |                                                                             |                                                   |
| Trọng tải choán nước                           | Tiêu chuẩn 3,150 tấn                                                        | Tiêu chuẩn 3,150 tấn                              |
| Trọng tải choán nước                           | Đầy tải 4,572 tấn                                                           |                                                   |
| Độ dài                                         | 136m                                                                        | 136m                                              |
| Sườn ngang                                     | 13.4m                                                                       | 13.4m                                             |
| Mớn nước                                       | 4.5m                                                                        | 4.5m                                              |
| Động cơ đẩy                                    | Động cơ tuabin hơi nước Westinghouse                                        | 2                                                 |
| Tốc độ                                         | 32 hải lý/h (56 km/h)                                                       | 32 hải lý/h (56 km/h)                             |
| Phạm vi hoạt động                              | 4,500 hải lý                                                                | 4,500 hải lý                                      |
| Thủy thủ đoàn                                  | 200                                                                         | 200                                               |
| Vũ trang                                       | Pháo hạm 127 mm Type 73                                                     | 1                                                 |
| Vũ trang                                       | Hệ thống Mk-15 Vulcan Phalanx CIWS                                          | 2                                                 |
| Vũ trang                                       | RIM-7 Sea Sparrow (8 ống phóng)                                             | 1                                                 |
| Vũ trang                                       | RGM-84C Harpoon (4 ống phóng)                                               | 2                                                 |
| Vũ trang                                       | RUR-5 (8 ống phóng)                                                         | 1                                                 |
| Vũ trang                                       | Dàn phóng ngư lôi 3 ốnG phóng Type 68                                       | 2                                                 |
| Vũ trang                                       | Hệ thống phóng bom ngầm phản lực Type 71 375mm                              | 1                                                 |
| Trực thăng chống ngầm                          | QH-50C/D DASH                                                               | 2                                                 |
| Hệ thống điều khiển hỏa lực (FCS)              | Mk-56                                                                       | 1                                                 |
| Hệ thống điều khiển hỏa lực (FCS)              | FCS-2-12                                                                    | 1                                                 |
| C4I                                            | Hệ thống định hướng chiến đấu OYQ-5                                         | 1                                                 |
| Cảm biến/radar                                 | Radar định vị phát hiện mục tiêu trên không tầm xa OPS-11C                  | 1                                                 |
| Cảm biến/radar                                 | Radar định vị nhận dạng và theo dõi mục tiêu mặt nước OPS-17                | 1                                                 |
| Sonar                                          | Sonar kết hợp chủ/bị động phát hiện và xác định vị trí tàu ngầm AN / SQS-23 | 1                                                 |
| Sonar                                          | Sonar kiểu mảng kéo SQR-18A VDS-TASS                                        | 1                                                 |
| Hệ thống tác chiến điện tử                     | Hệ thống chiến tranh điện tử tích hợp ESM NOLR-6C                           | Hệ thống chiến tranh điện tử tích hợp ESM NOLR-6C |
| Hệ thống tác chiến điện tử                     | Thiết bị phóng mồi bẫy Mk.137                                               | 2                                                 |

Tàu khu trục lớp Takatsuki (tiếng Nhật: たかつき型護衛艦) là một lớp tàu khu trục phòng không (DDA) thuộc biên chế của Lực lượng Phòng vệ trên biển Nhật Bản (JMSDF). Takatsuki là lớp tàu khu trục thế hệ thứ hai được phát triển bởi công nghiệp quốc phòng Nhật Bản kể từ sau Chiến tranh thế giới thứ 2.

## Thiết kế
Các tàu khu trục lớp Takatsuki được đóng tại Nhà máy đóng tàu Tokyo số 2 thuộc Ishikawajima Harima Heavy Industries (IHI) và Nhà máy đóng tàu Nagasaki thuộc Mitsubishi Heavy Industries (MHI). Đã có 4 tàu thuộc lớp này được hạ thủy trong giai đoạn 1964-1970. Theo thông lệ của JMSDF, cả bốn chiếc đều được đặt theo tên các tàu khu trục thuộc Hải quân Đế quốc Nhật Bản (IJN) từng tham chiến trong Chiến tranh thế giới thứ 2. Loại tàu này được thiết kế chủ yếu cho nhiệm vụ tác chiến phòng không nhưng vẫn có khả năng thực hiện một loạt các nhiệm vụ khác như chống tàu mặt nước và chống ngầm. Lớp Takatsuki là được phát triển dựa trên cơ sở tàu khu trục lớp Murasame với nhiều cải tiến lớn về hệ thống điện tử và cấu hình vũ khí. Takatsuki chính là nền tảng cho nhiều thiết kế tàu khu trục mới sau này của JMSDF. Tàu có chiều dài 136m, rộng 18,4m, mớn nước 8,7m và lượng giãn nước tiêu chuẩn 3.150 tấn và đầy tải 4.572 tấn. Thủy thủ đoàn của tàu có khoảng 260 binh sĩ.
Takatsuki mang đậm thiết kế thời Chiến tranh lạnh, không chú trọng đến khả năng tàng hình. Tương tự như những lớp tàu khu trục thế hệ thứ hai khác phục vụ trong JMSDF, Takatsuki luôn nổi bật với cột khói đen bốc cao mỗi khi hoạt động, mặt cắt radar của tàu cũng tương đối lớn cùng với độ bức xạ hồng ngoại cao, những điều này khiến cho loại tàu khu trục này dễ dàng bị phát hiện từ xa. Cấu trúc thượng tầng của tàu được làm bằng hợp kim nhôm, việc sử dụng chất liệu nhôm giúp làm nhẹ thân tàu qua đó có thể tăng cường khả năng cơ động cho tàu. Thân tàu được chế tạo bằng thép hàn và được chia thành các khoang kín nước. Phần thân tàu phía dưới nước được trang bị vây ổn định nhằm làm tăng độ ổn định cho tàu trong điều kiện di chuyển tốc độ cao.
Trong các chương trình nâng cấp vào thập niên 1980, với sự phát triển của lớp tàu khu trục Hatsuyuki, nhiều hệ thống điện tử và vũ khí mới của lớp tàu này đã được tích hợp cho các tàu JSD Takatsuki (DD-164) và JDS Kikuzuki (DD-165). Cũng trong thời gian này, sau nhiều năm hoạt động, điều kiện khắc nghiệt của mùa đông Nhật Bản đã gây thiệt hại cho cấu trúc thượng tầng của tàu. Nhiều vết nứt được phát hiện ở phần cấu trúc làm bằng hợp kim nhôm, các kỹ sư thuộc JMSDF đã khắc phục bằng cách hàn thêm thép tấm lên những chỗ nứt để gia cố.
Năm 2003, JDS Kikuzuki (DD-165), tàu khu trục cuối cùng thuộc lớp Takatsuki, đã được cho nghỉ hưu, kết thúc 36 năm phục vụ liên tục trong biên chế JMSDF. Sau khi loại biên, các tàu lớp Takatsuki đã được tháo dỡ toàn bộ hệ thống vũ khí, đổi phân lớp thành tàu huấn luyện và chuyển giao cho Hải đội tàu huấn luyện.

## Hệ thống điện tử

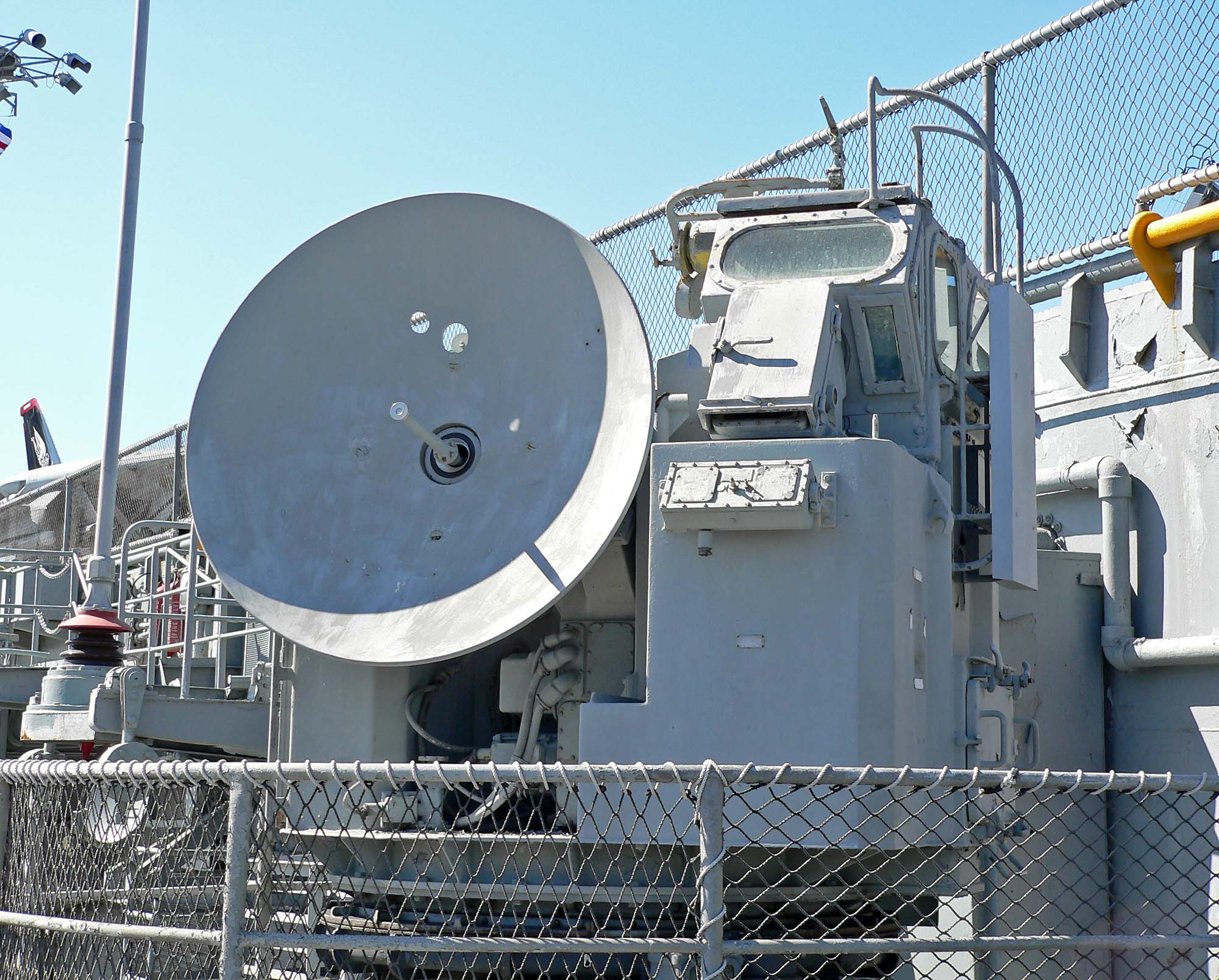
Radar điều khiển hỏa lực Mk-56.

Hệ thống điện tử của các tàu khu trục lớp Takatsuki bao gồm hệ thống định hướng chiến đấu NYYA-1, radar định vị phát hiện mục tiêu trên không tầm xa OPS-11B (tương đương với radar AN/SPS-40 do Mỹ sản xuất); radar định vị nhận dạng và theo dõi mục tiêu mặt nước OPS-17 (tương đương với radar AN/SPS-10); 2 bộ radar điều khiển hỏa lực Mk-56 dùng để đẫn bắn cho 2 pháo hạm 127mm. Hệ thống thông tin liên lạc cấp chiến thuật Link-14 (STANAG 5514) giúp Takatsuki có thể dễ dàng kết nối thông tin với tất cả các tàu chiến cũng như các thiết bị quân sự khác thuộc Lực lượng Phòng vệ Nhật Bản (JSDF) và đồng minh.
Để thực hiện nhiệm vụ chống ngầm, tàu được trang bị các hệ thống trinh sát, tìm kiếm tàu ngầm khá mạnh, bao gồm: sonar kiểu mảng kéo AN / SQS-35 (J), khi không triển khai hoạt động, hệ thống sonar AN / SQS-35 (J) được đặt trong một thùng nhỏ ở dưới boong tàu; sonar kết hợp chủ/bị động phát hiện và xác định vị trí tàu ngầm AN/SQS-23. AN/SQS-23 là loại sonar hoạt động trên tần số thấp. Anten của AN/SQS-23 được được gắn cố định trong quả cầu hình giọt nước ở mũi tàu, anten được tách rời khỏi các khoang trên tàu bằng bộ phận cách âm, giảm tối thiểu nhiễu thủy âm khi sonar hoạt động. Ngoài ra, tàu còn được lắp đặt hệ thống chiến tranh điện tử tích hợp ESM NOLR-1B do NEC sản xuất. NOLR-1B được dùng để dò tìm tín hiệu vô tuyến phát từ radar tàu và tên lửa đối phương, đồng thời phát tín hiệu gây nhiễu gây khó khăn cho đối phương trong việc phát hiện và tấn công tàu.

## Chương trình 56 FRAM

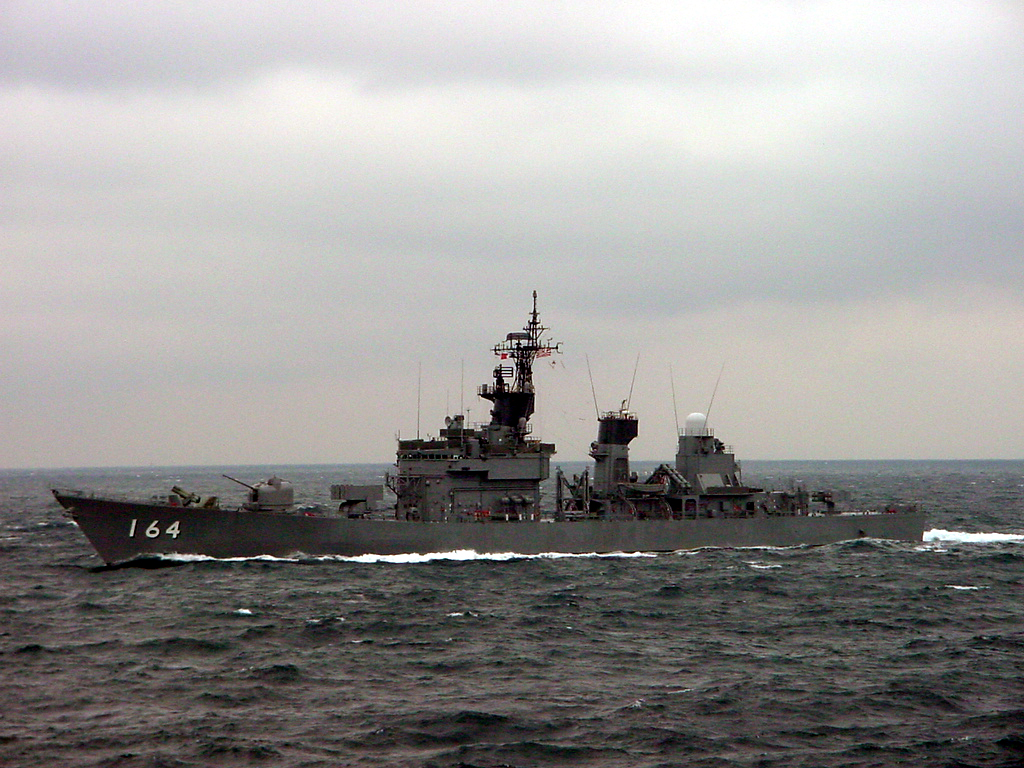
JS Takatsuki (DD-164) sau Chương trình 56 FRAM.

Vào đầu thập niên 1980, các tàu lớp Takatsuki đã được nâng cấp rộng rãi trong Chương trình Hồi sinh và Hiện đại hóa Hạm đội (Fleet Rehabilitation and Modernization), hay còn gọi là FRAM, nhằm nâng hạn thời gian hoạt động.
Những nâng cấp của FRAM bao gồm cải tạo cấu trúc thượng tầng và nâng cấp các thiết bị điện tử, radar, sonar và vũ khí. Tháp pháo 127mm thứ hai bị tháo dỡ. Hệ thống định hướng chiến đấu NYYA-1 được thay thế bằng hệ thống định hướng chiến đấu OYQ-5 do Nhật sản xuất dựa trên hệ thống NTDS của Mỹ. Hệ thống OYQ-5 được trang bị hệ thống máy tính điều khiển AN/UYK-20 và máy trạm AN/UYA-194B (OJ-194B). Hệ thống máy tính này cung cấp khả năng tính toán siêu tốc cho phép tàu khu trục lớp Takatsuki đối phó hiệu quả với các mục tiêu, đặc biệt là các mục tiêu dưới nước. 
Bổ sung sonar kiểu mảng kéo AN/SQR-18A thay cho loại AN / SQS-35 (J), radar định vị phát hiện mục tiêu trên không tầm xa OPS-11C thay cho OPS-11B, radar điều khiển hỏa lực FCS-2-12 dẫn bắn cho tên lửa, hệ thống chiến tranh điện tử tích hợp ESM NOLR-6C, hệ thống tác chiến điện tử OLT-3 ECM và thiết bị phóng mồi bẫy Mk-137 SRBOC.

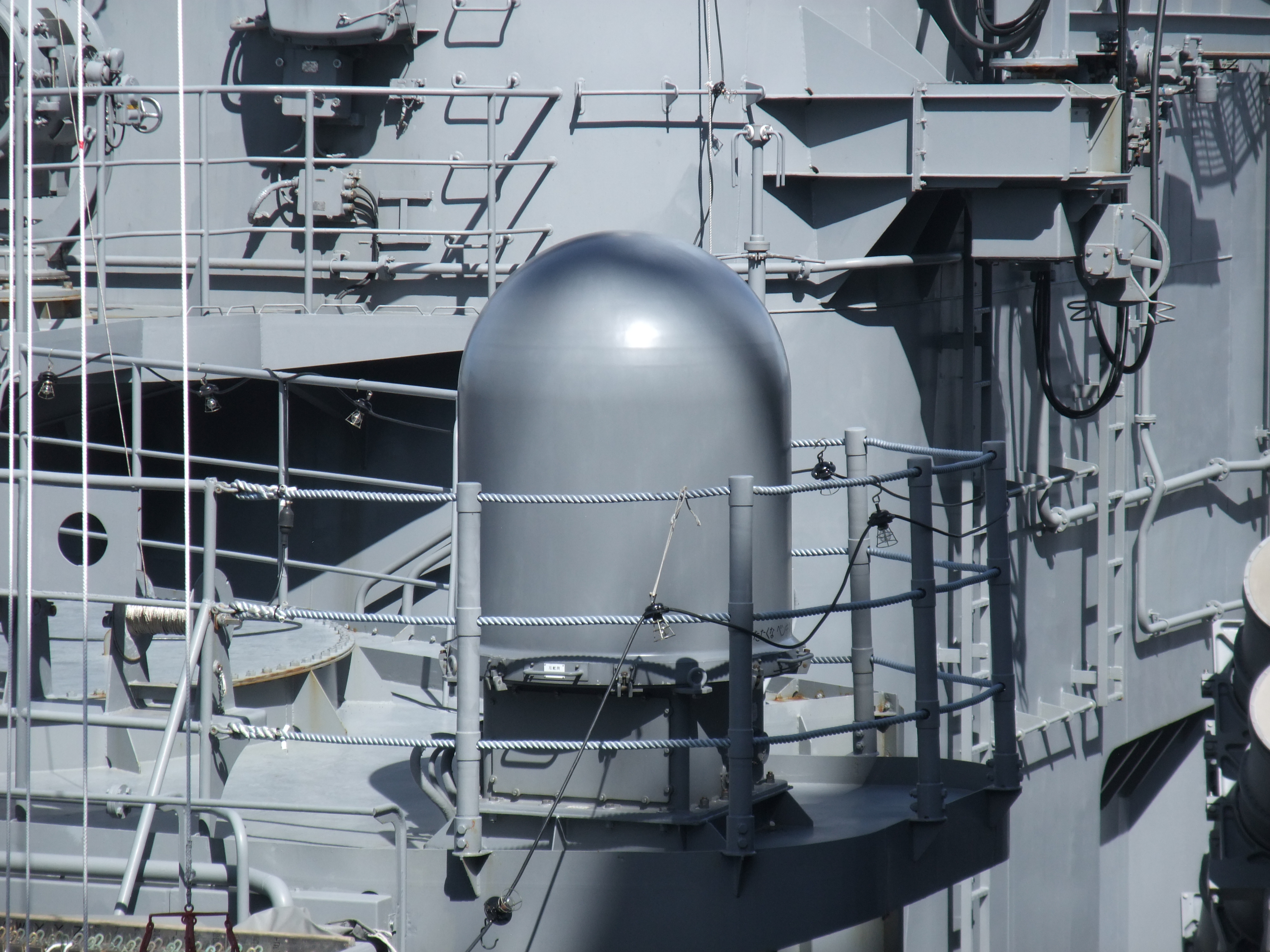
Hệ thống chiến tranh điện tử OLT-3 ECM.
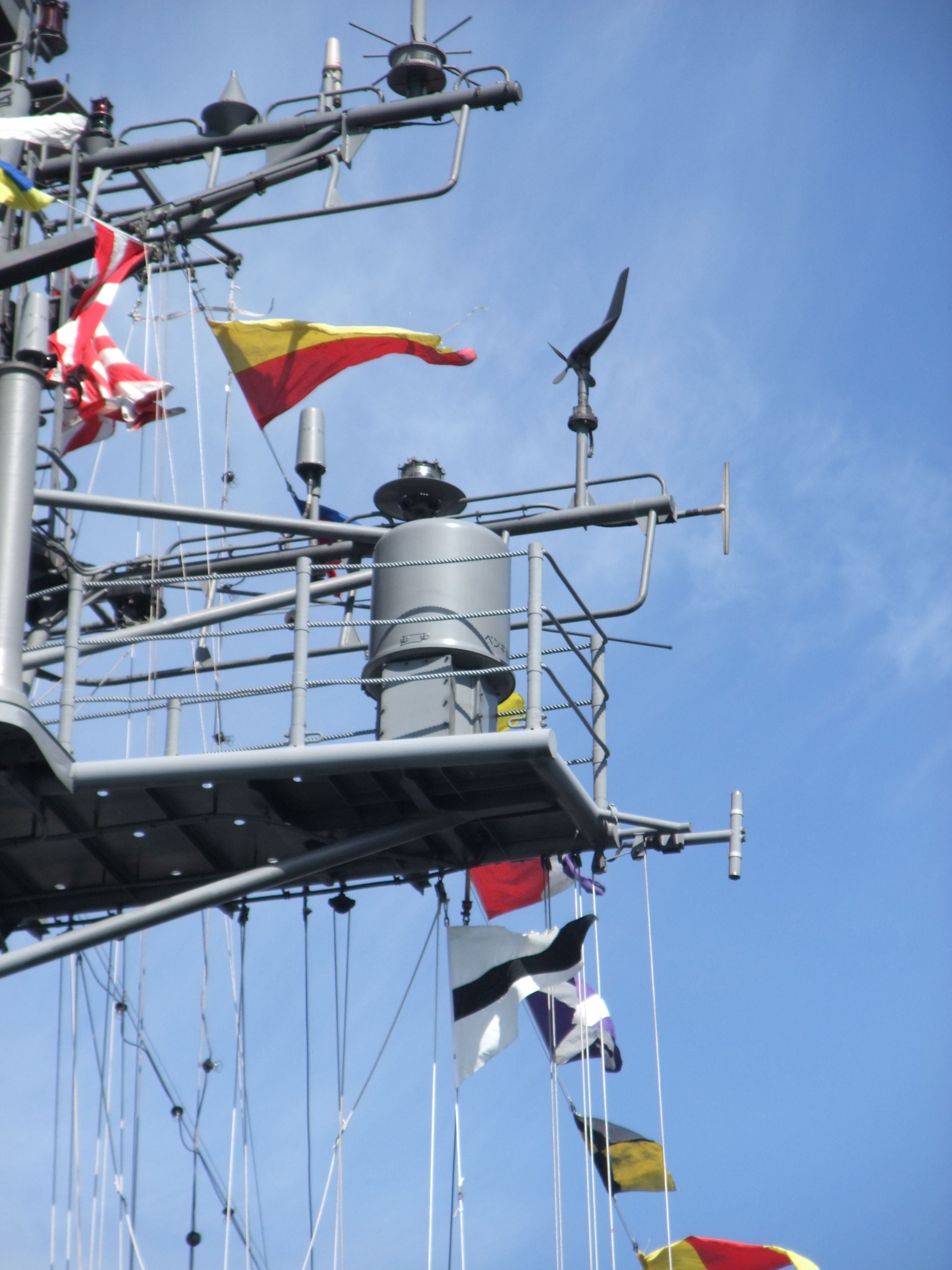
Hệ thống chiến tranh điện tử NOLR-6 ESM.
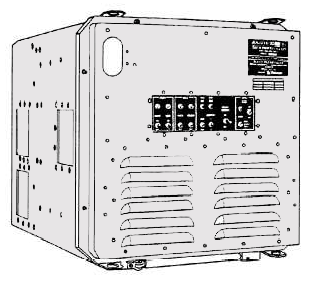
Máy tính điều khiển AN/UYK-20.
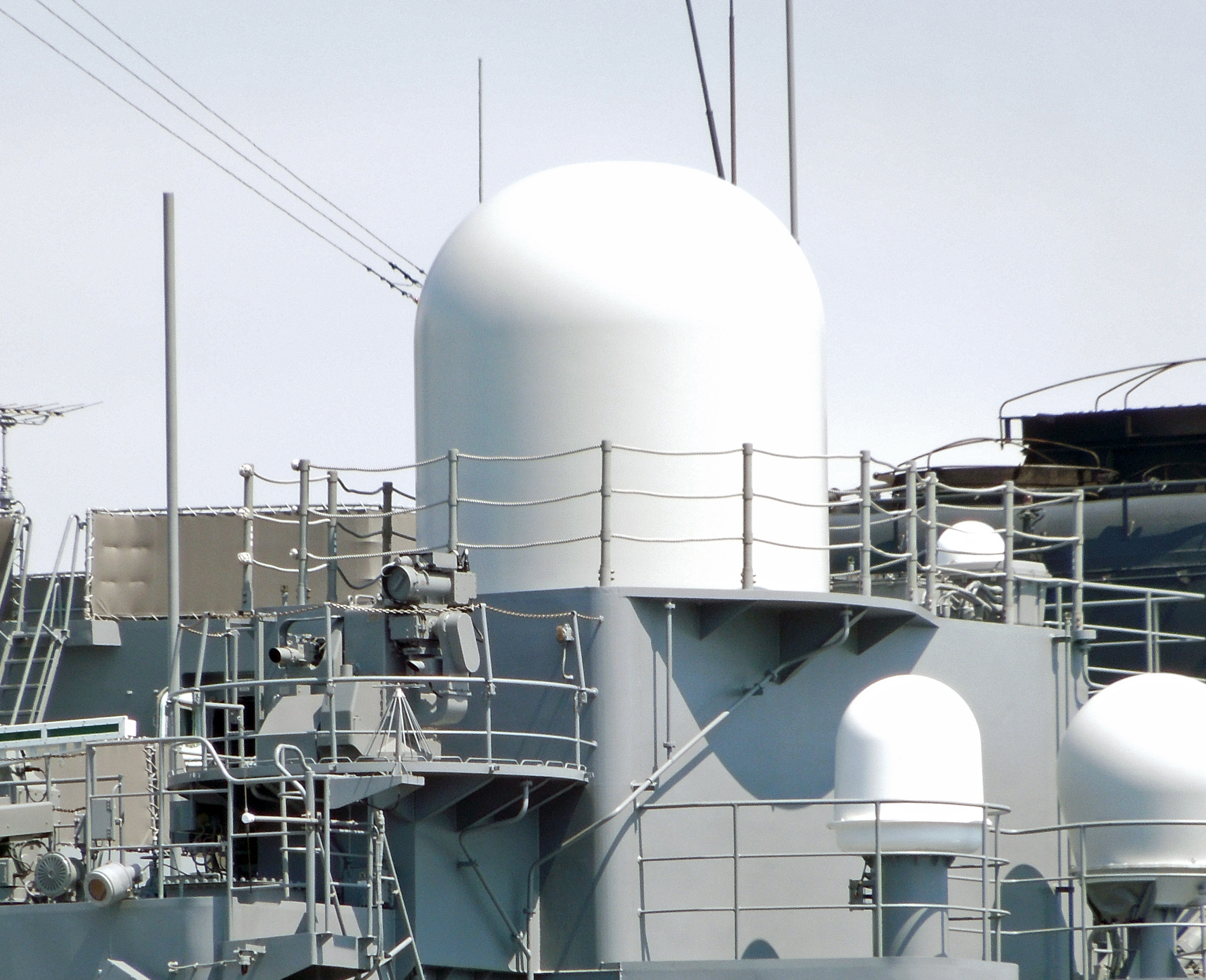
Radar điều khiển hỏa lực FCS-2-12.
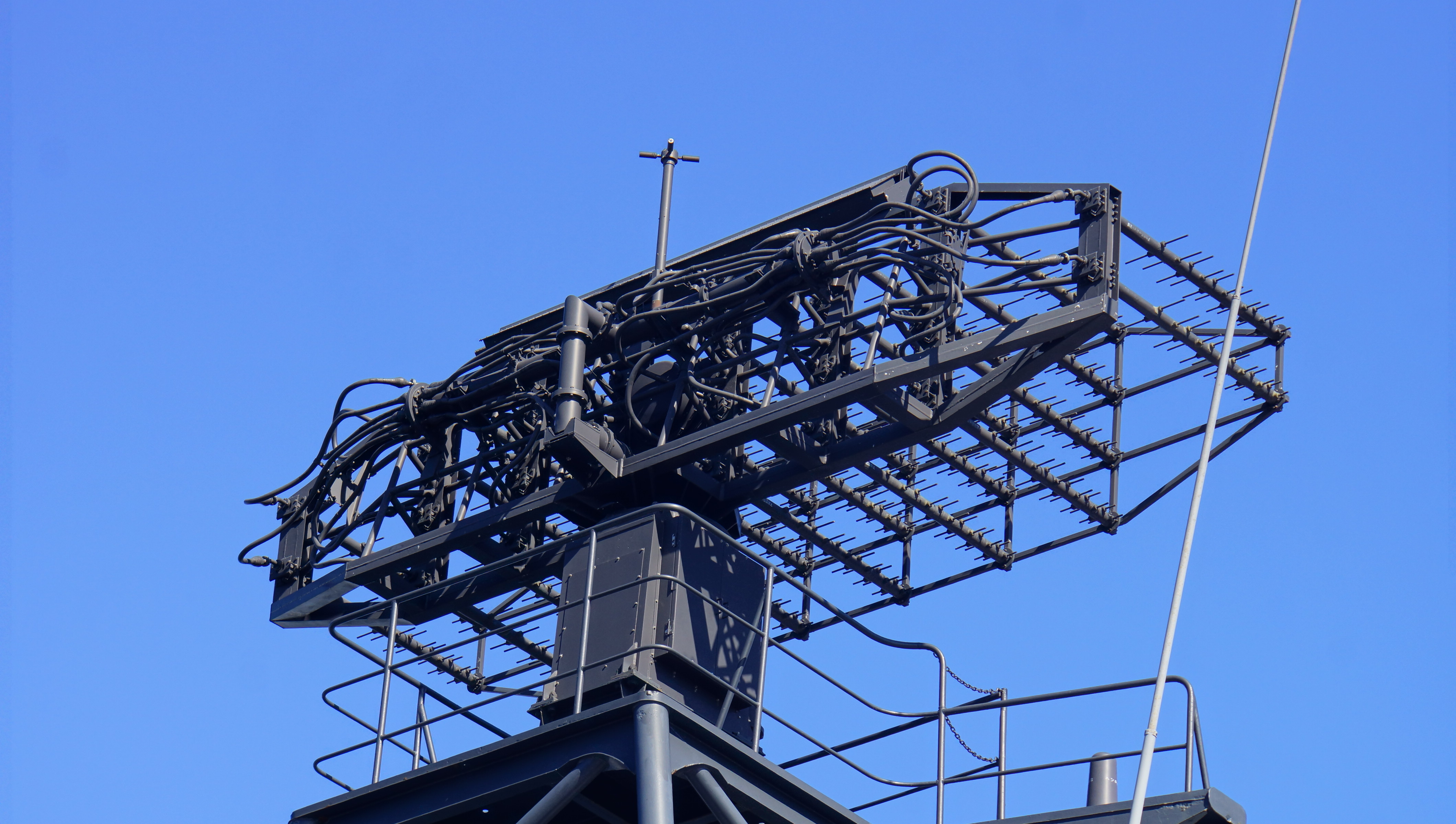
Radar định vị phát hiện mục tiêu trên không tầm xa OPS-11C.
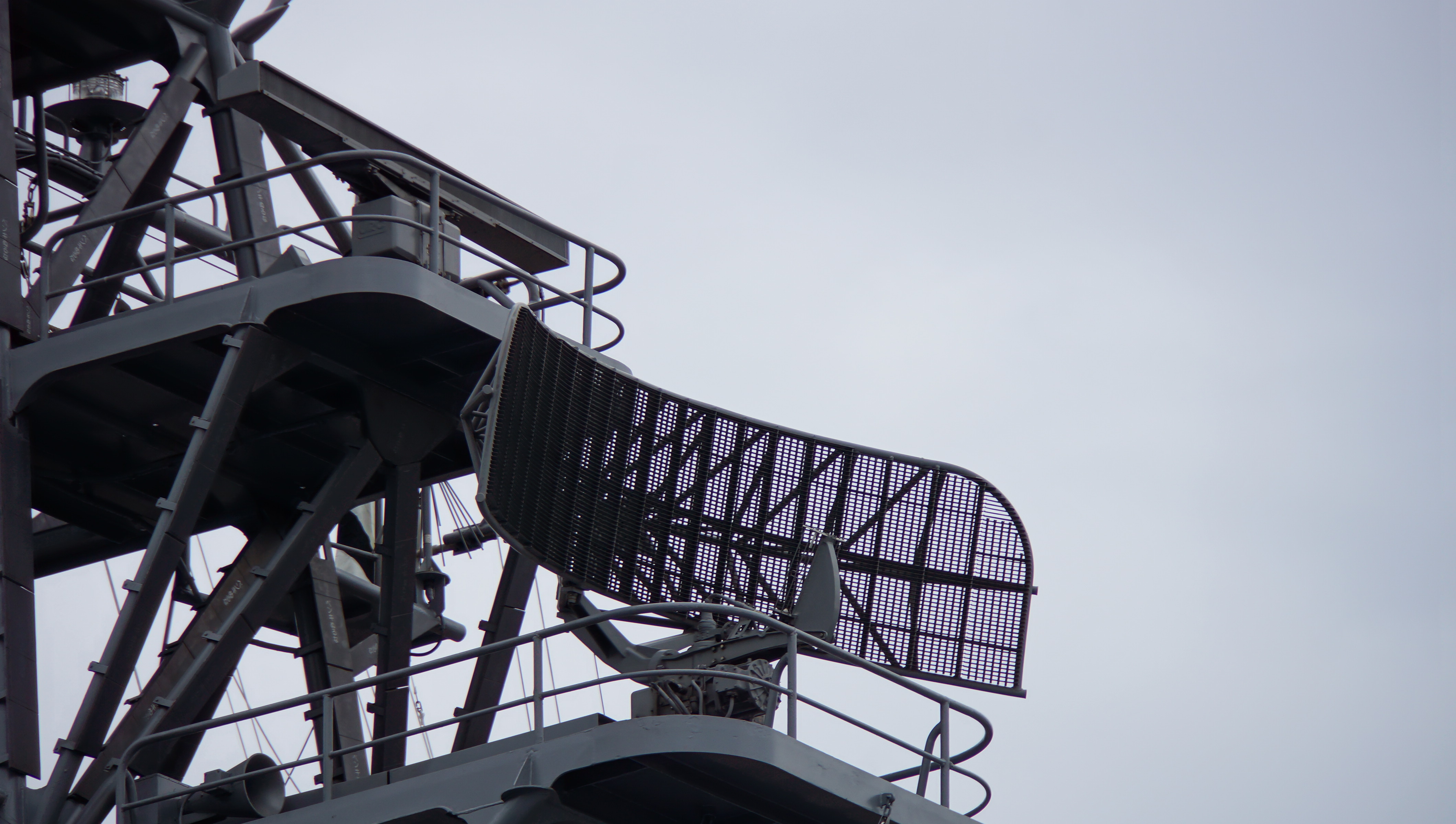
Radar định vị nhận dạng và theo dõi mục tiêu mặt nước OPS-17.
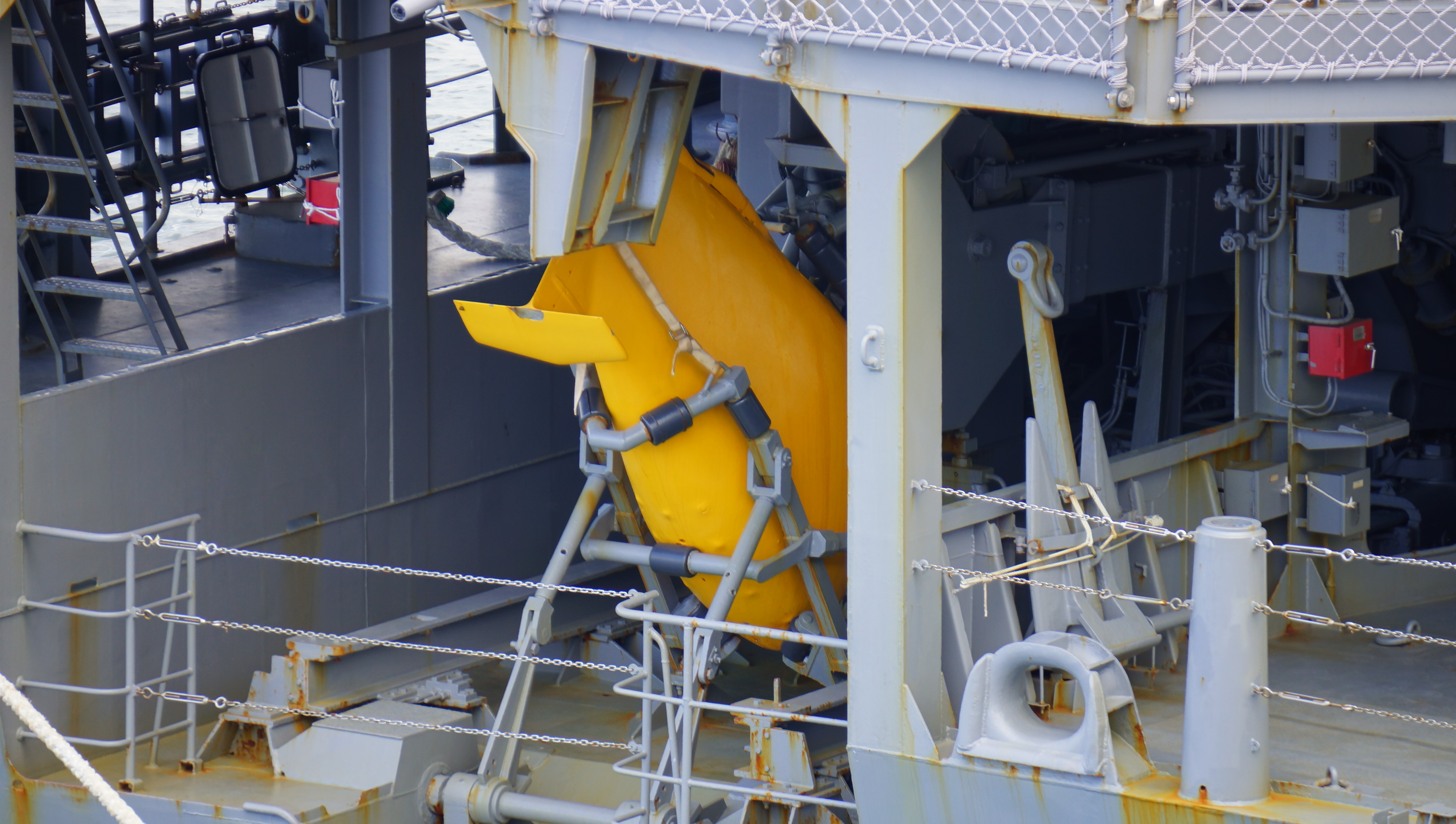
Sonar kiểu mảng kéo AN/SQR-18A.
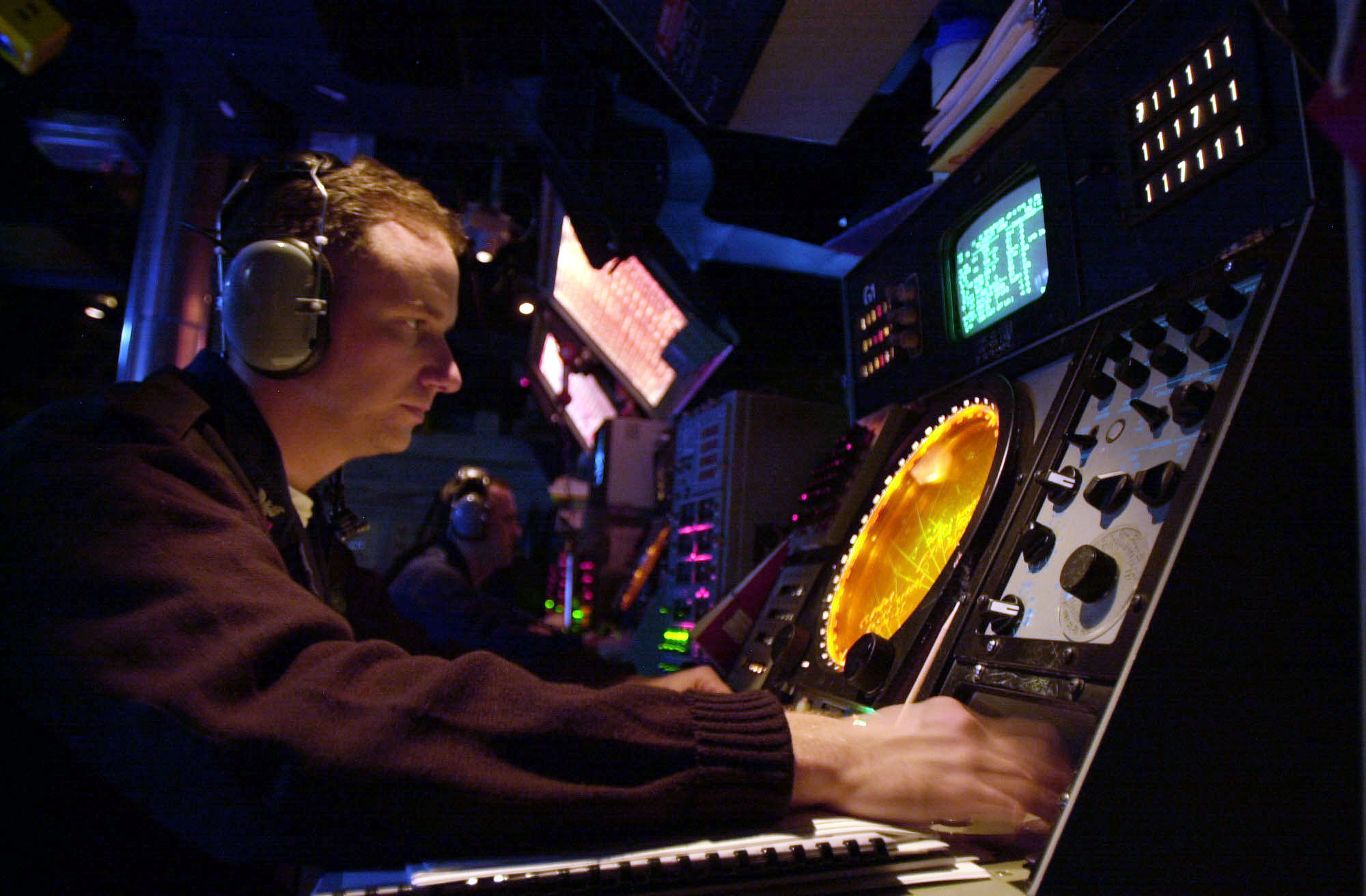
Máy trạm AN/UYA-194B (OJ-194B).

## Pháo hạm

### Pháo hạm 127 mm Type 73

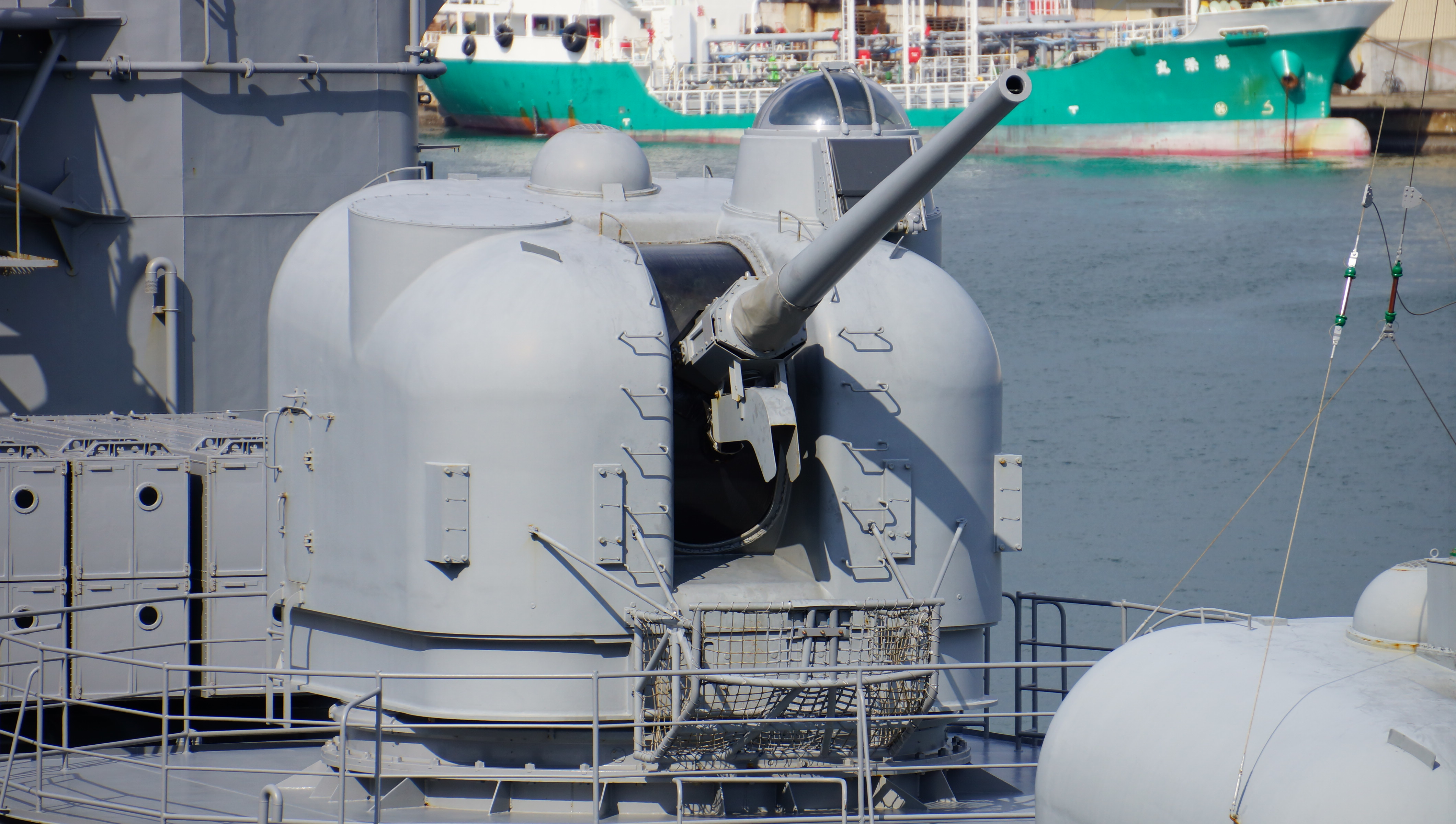
Pháo hạm Type 73 127mm.

Pháo chính của tàu là pháo hạm 127mm Type 73 có chiều dài nòng gấp 54 lần đường kính do Nhật sản xuất theo giấy phép pháo hạm Mk-42 mod 7 của Mỹ. Type 78 bao gồm 2 thành phần chính là nòng pháo 127mm L54 Mk-18 và bệ pháo Mk-42. Pháo có trọng lượng 70 tấn; dài 9,652 m trong đó nòng dài 6,858 m; góc phương vị 150° tốc độ 40°/s, góc tà -15°/+85° tốc độ 25°/s; tốc độ bắn thiết kế 40 viên/phút, tốc độ bắn chiến đấu kiểm nghiệm trong thực tế 28 viên/phút; tầm bắn tối đa 23.691,2 m ở góc +45° hoặc 15.727,7 m ở góc +85°; đạn có sơ tốc đầu nòng 807,7 m/s. Tuy nhiên, đây là hệ thống pháo khá cũ được sản xuất vào thập niên 1960, cho nên có nhiều hạn chế về tầm bắn cũng như độ chính xác. Pháo được trang bị hai loại đạn là đạn xuyên giáp và đạn nổ phân mảnh. Đạn pháo được cung cấp bằng cách nâng lên từ hầm đạn ngay bên dưới mỗi tháp pháo. Type 73 được sử dụng với nhiều vai trò như tấn công tàu chiến đối phương trên mặt nước, phòng không và pháo kích bờ biển yểm trợ cho chiến dịch đổ bộ, tấn công nhanh.

### Hệ thống phòng không tầm gần (CIWS) Mk-15 Phalanx

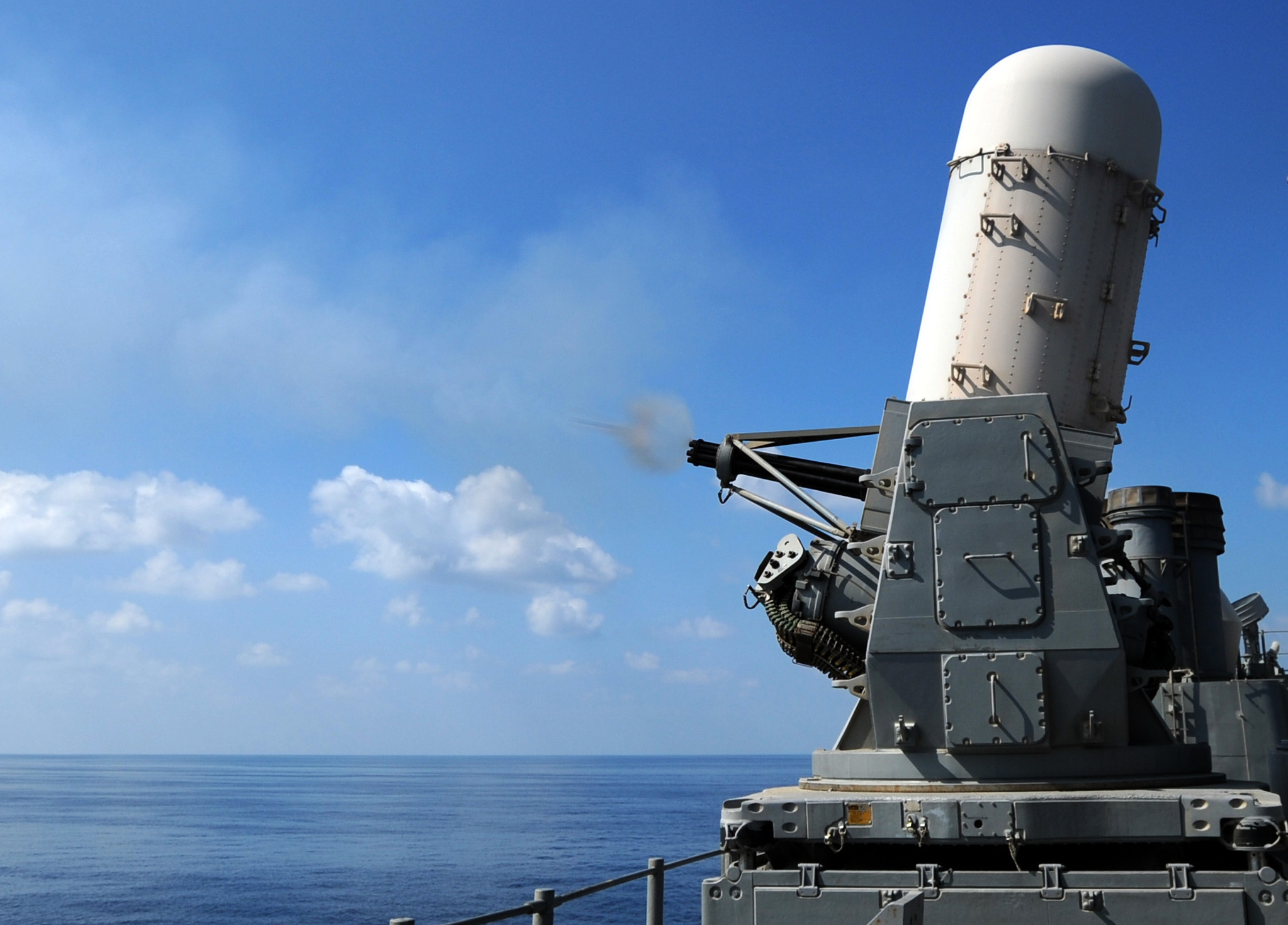
Hệ thống pháo phòng không tầm gần Mk-15 Phalanx 20mm.

Hoả lực phòng không tầm gần (CIWS) của tàu là 1 hệ thống Mk-15 Phalanx được bố trí phía trên nhà chứa máy bay trực thăng. Chỉ có duy nhất JDS Kikuzuki (DD-165) được trang bị hệ thống này vào năm 1989. Mk-15 Phalanx là hệ thống khép kín tích hợp bao gồm pháo, đạn và radar lắp trên 1 bệ duy nhất. Hệ thống được Chi nhánh Pomona thuộc Công ty General Dynamics (nay thuộc Tập đoàn Raytheon) phát triển vào cuối những năm 1960. Hệ thống thử nghiệm lần đầu vào năm 1973, bắt đầu sản xuất hàng loạt năm 1978, đến năm 1980 được đưa vào trang bị. Hệ thống Phalanx gồm pháo 6 nòng bắn nhanh Gatling M61A1 Vulcan cỡ nòng 20mm cùng một radar hoạt động trên băng tầng K. Trong điều kiện chiến đấu, radar sẽ rà soát bầu trời, xác định các mục tiêu và lọc ra mục tiêu nguy hiểm nhất. Sau khi xác định được mục tiêu, radar điều khiển hỏa lực sẽ tính toán chính xác vị trí của địch để pháo 6 nòng Gatling M61A1 Vulcan khai hỏa. Radar của hệ thống Phalanx CIWS được chế tạo theo công nghệ chỉ điểm khép kín, có khả năng phát hiện máy bay từ cự ly 18 km, tên lửa hành trình có diện tích phản xạ radar 0,1 m² từ khoảng cách 12 km và bám bắt trong tầm 5 km.
Pháo Gatling M61A1 Vulcan được điều khiển bằng điện, tốc độ bắn rất cao, lên đến 4.500 viên/phút, tầm hiệu quả đạt 1.000 - 1.500 m, trong khi tầm bắn tối đa là 3.000 m. Gatling M61A1 Vulcan bắn rất nhanh nên pháo cũng rất nhanh hết đạn, việc nạp đạn phải làm bằng tay, sẽ cần 2 người để thay đạn, mỗi lần thay mất khoảng 5 phút. Hai hộp tiếp đạn bố trí bên hông pháo có sức chứa 500 viên mỗi hộp, tùy theo mục tiêu đường không hay mặt đất mà pháo sẽ bắn ra đạn nổ mảnh hoặc xuyên giáp (thông thường 1 hộp tiếp đạn chứa đạn nổ mảnh trong khi hộp còn lại mang đạn xuyên giáp). Đạn xuyên giáp vỏ tự huỷ (APDS) 20 mm của Mk-15 sử dụng đầu xuyên 15 mm bằng kim loại nặng (wolfram hoặc uran nghèo) được bao quanh bằng một guốc đạn plastic và một phần đáy kim loại nhẹ. Vỏ đạn sau khi bắn sẽ được đẩy ra từ phần dưới của bệ pháo theo hướng về phía trước.
Khi lọt vào tầm bắn của Phalanx CIWS, mọi mục tiêu - từ máy bay, tên lửa, bom hay đạn pháo - đều không thể thoát. Hoạt động hoàn toàn tự động dưới sự giám sát của con người, Phalanx CIWS có thể tiêu diệt mục tiêu ở khoảng cách 3,6 km. Trong một số điều kiện tác chiến, hệ thống Phalanx CIWS còn có thể bắn hạ các mục tiêu trên mặt nước, bao gồm các chiến hạm của đối phương.

## Ngư lôi

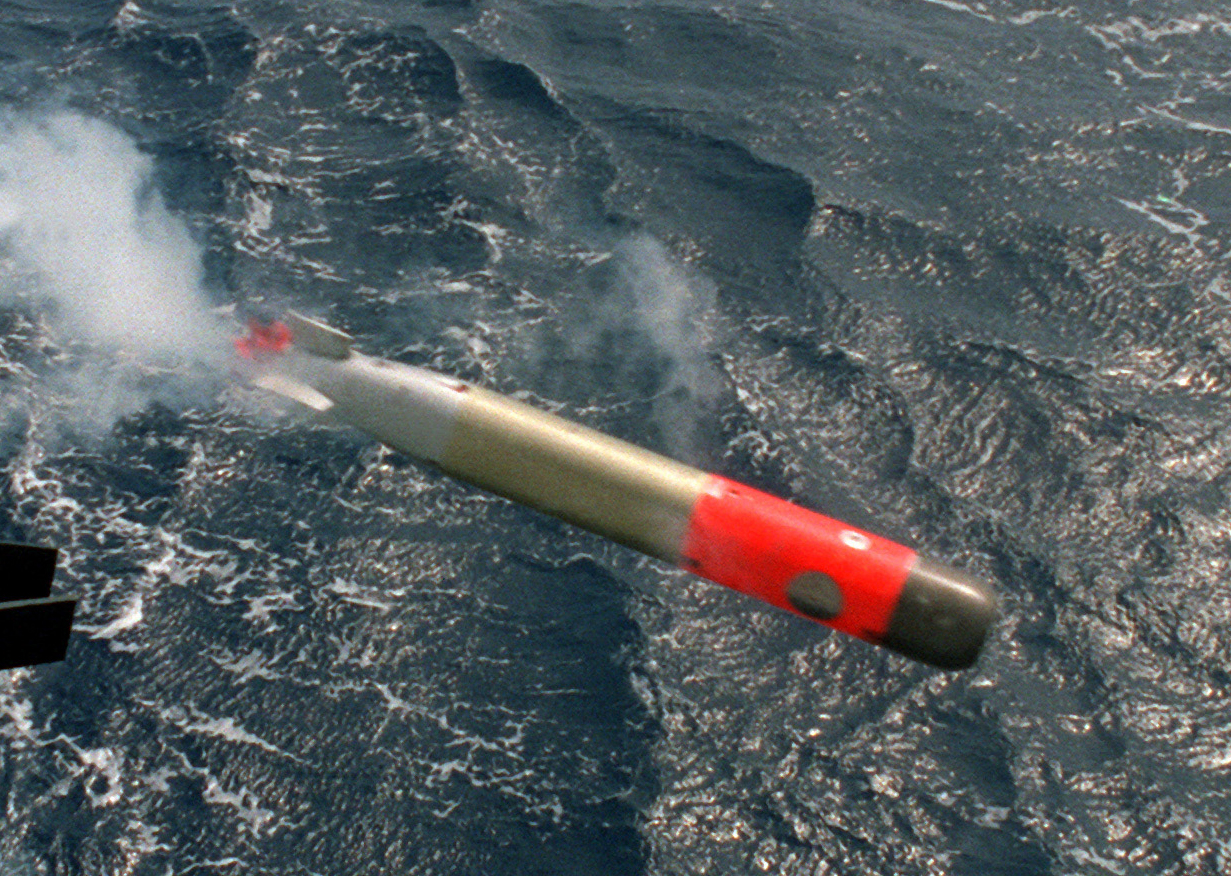
Ngư lôi chống ngầm hạng nhẹ Mk-46.

Một loại vũ khí khác trên Takatsuki là 2 hệ thống phóng ngư lôi với 3 ống phóng 324mm HOS-301 (Mk-32) dành cho ngư lôi Mk-46. Hệ thống phóng được thiết kế có khả năng xoay, điều hướng và bắn từ xa (riêng việc bắn có thể thực hiện tại chỗ bằng tay) nhắm tới mục tiêu cần diệt. Các ống phóng được làm từ vật liệu sợi thủy tinh hoặc kim loại, bên trong ống được bọc một lớp sợi thủy tinh để có thể bảo quản ngư lôi trong điều kiện thời tiết khắc nghiệt của Nhật Bản.
Chương trình chế tạo ngư lôi Mk-46 được bắt đầu vào năm 1960 nhằm thay thế cho ngư lôi Mk-44 đã lạc hậu. Ngư lôi Mk-46 chính thức được đưa vào trang bị năm 1967. Ngư lôi Mk-46 có vỏ làm bằng hợp kim nhôm, chiều dài 2,591m, đường kính 0,324m, trọng lượng 230,4 kg, vận tốc hành trình 45 hải lý (83,4 km/h) tầm bắn 11 km, khả năng lặn sâu 455m, hệ thống dẫn đường thủy âm chủ động - thụ động, đầu đạn nổ phá PBXN-103 43,1 kg, đầu nổ tiếp xúc, động cơ phản lực nước chạy điện giúp giảm tối đa độ ồn. Nguồn năng lượng được cung cấp bởi hệ thống ắc quy điện kẽm - bạc (cung cấp năng lượng cho động cơ điện công suất 35 mã lực). Mk-46 được trang bị 2 chân vịt quay ngược nhau.
Ngư lôi Mk-46 được phóng không tái nạp bằng cách nén không khí trong 2 bộ chứa thuốc súng phía sau. Sau khi phóng, ngư lôi được thả bằng dù và bắn sau khi lao xuống nước. Sau đó, Mk-46 bắt đầu tìm kiếm mục tiêu và cơ động theo đường ốc xoắn. Hệ thống dẫn đường có khả năng phát hiện mục tiêu ở cự ly đến 595m. Sau khi phát hiện mục tiêu, ngư lôi bắt đầu lao đến mục tiêu với vận tốc rất nhanh. Trong trường hợp tấn công không thành công, hệ thống dẫn đường cho phép tiến hành tấn công lại.
Ngoài ra, tàu cũng có thể sử dụng các loại ngư lôi khác như Mk-50, Mk-54 hay loại Type 73 (tương đương Mk-46) do Nhật tự phát triển.

## Tên lửa

### RIM-7 Sea Sparrow
Takatsuki được lắp đặt một hệ thống bệ phóng tên lửa Mk-29 (8 ống phóng) ở phía đuôi tàu, sức chứa 8 tên lửa đất đối không tầm trung RIM-7 Sea Sparrow. RIM-7 Sea Sparrow là thế hệ tên lửa hải đối không được Raytheon và General Dynamics hợp tác phát triển từ những năm 1960 và đi vào hoạt động vào năm 1976. Nó được thiết kế như một loại tên lửa hạng nhẹ phòng thủ điểm, có thể nhanh chóng triển khai tác chiến trên những tàu chiến hiện đại, thường lắp tại vị trí của vũ khí phòng không. Mỗi quả tên lửa RIM-7 Sea Sparrow có giá khoảng 165.400 đô la.
Thiết kế của RIM-7 về cơ bản không có gì quá khác biệt với thân dài hình trụ tròn với mũi khá nhọn, nó có bốn cánh lái phía sau đuôi và bốn cánh ổn định ở giữa thân. Sở hữu trọng lượng 231 kg, chiều dài 3,64 m, đường kính 20,3 cm, sải cánh 1 mét, tên lửa RIM-7 Sea Sparrow có thể mang đầu đạn phân mảnh hình khuyên nặng 40,5 kg, trang bị ngòi nổ cận tiếp xúc, đủ sức phá hủy máy bay cánh cố định, trực thăng, bom hàng không và cả tên lửa hành trình chống hạm bay bám mặt biển của đối phương. Đặc biệt, sức nổ của tên lửa có thể tiêu diệt vũ khí đối phương trong bán kính 8,2 m, khiến nó trở nên nguy hiểm hơn. Với động cơ phản lực đẩy hiệu suất cao Hercules MK-58 sử dụng nhiên liệu rắn, RIM-7 Sea Sparrow có thể bay với vận tốc lên tới 4.256 km/h. Phạm vi hoạt động của tên lửa đạt 10 hải lý, tương đương 19 km, độ cao bắn hạ mục tiêu 30m.
RIM-7 được dẫn bằng quán tính độc lập giai đoạn đầu, ở giai đoạn 2 tên lửa sẽ liên tục được tàu phóng gửi cập nhật dữ liệu mục tiêu cho phép tên lửa tự điều chỉnh hướng (bám mục tiêu) và trong giai đoạn cuối đầu tự dẫn radar bán chủ động xung doppler của tên lửa sẽ tự động kích hoạt, tìm, khóa và tấn công mục tiêu. Điều này cung cấp khả năng khóa mục tiêu chính xác từ xa sau khi được phóng khỏi tàu mẹ. Tên lửa có thể được dẫn đường dọc theo quỹ đạo đặc biệt để tạo điều kiện thuận lợi cho ngòi nổ và đầu nổ hoạt động. Đặc biệt, RIM-7 có thể hoạt động tương đối chính xác trong môi trường tác chiến bị ảnh hưởng nặng nề bởi các công nghệ gây nhiễu điện tử phức tạp. Nếu không tìm thấy mục tiêu trong một khoảng thời gian tên lửa sẽ tự hủy hay nhận lệnh tự hủy từ bên ngoài. Việc sử dụng đầu nổ phân mảnh có định hướng giúp điều chỉnh hướng nổ của đầu đạn dựa theo vị trí của mục tiêu trong radar với các tính toán hướng di chuyển của mục tiêu và sẽ phát nổ khi tiến lại gần trong một khoảng nhất định.

### RGM-84C Harpoon
Về vũ khí chống hạm, vũ khí chủ lực của tàu là tên lửa hành trình chống hạm RGM-84C Harpoon do Công ty MacDonnell Douglas (hiện nay là thuộc Tập đoàn Boeing, Mỹ) phát triển. Tên lửa được đặt trong 2 bệ phóng, mỗi bệ 4 ống phóng kiêm bảo quản. Do được thiết kế nghiêng 45 độ và đặt đối xứng nhau, hệ thống phóng rất cồng kềnh, tốn nhiều diện tích trên tàu. Khi phóng tên lửa, tàu phải xoay ngang làm tăng độ bộc lộ trước đối phương và mỗi lần chỉ phóng được 50% cơ số tên lửa Harpoon mang theo.
RGM-84C là một tên lửa hành trình có cấu trúc khí động học thông thường. Như bất kỳ tên lửa hành trình hiện đại nào, tên lửa RGM-84C có các bộ phận chính là vỏ lượn gồm thân, cánh, đuôi, động cơ xuất phát thường là động cơ tên lửa, động cơ hành trình thường là động cơ phản lực không khí và hệ thống điều khiển và khối tự hủy. Tên lửa có cánh hình chữ thập, cánh thăng bằng và ống hút khí nửa chìm. Tên lửa có thể được trang bị thêm máy gia tốc. Để khởi động cho tên lửa, người ta sử dụng động cơ đẩy nhiên liệu rắn có thể tháo rời. Sau khi được phóng đi với một tốc độ nhất định, động cơ tuabin phản lực bắt đầu làm việc. Khi tên lửa bay ở độ cao 10-15 mét, tên lửa được điều khiển bằng hệ thống điều khiển quán tính và ở cuối quỹ đạo tên lửa được dẫn hướng tới mục tiêu bằng đầu dò radar chủ động để bám sát và khóa mục tiêu. Sau đó, hệ thống điều khiến quán tính đưa tên lửa xuống độ cao rất thấp, khoảng 3 – 5 m. Ở độ cao này, tên lửa tiếp tục quá trình điều khiển bằng dữ liệu nạp vào tên lửa và hệ thống điều khiển quán tính tiếp tục điều khiển tên lửa cho đến khi tên lửa trúng mục tiêu.
Khối dẫn quán tính được sử dụng để dẫn tên lửa Harpoon theo quỹ đạo hành trình xác định tới nơi có mục tiêu trước khi kích hoạt đầu tự dẫn radar chủ động khóa bám mục tiêu. Khối dẫn quán tính bao gồm 1 máy tính kiểm soát trạng thái hành trình và lập lệnh điều khiển cánh lái, 1 khối cảm biển gia tốc thẳng và gia tốc góc và 1 khối cập nhật dữ liệu máy đo cao vô tuyến. Dựa trên tham số hành trình được nạp trước khi phóng và các tham số gia tốc, độ cao trong hành trình của đạn, máy tính của khối dẫn quán tính tiến hành tính toán và lập lệnh điều khiển cánh lái chỉnh đạn bay theo đúng hành trình dự kiến tới mục tiêu. Máy tính của khối dẫn quán tính cũng là nơi lập lệnh kích hoạt khối tự huỷ nếu sai số dẫn vượt quá tham số khống chế.
Tên lửa được dẫn hướng tới mục tiêu bằng một đầu dò radar dẫn đường chủ động. Radar có nhiệm vụ xác định liên tục tọa đọ các tham số chuyển động của tên lửa cung cấp các số liệu cần thiết và dẫn tên lửa chuyển động theo hướng bay xác định tới mục tiêu. Cấu tạo của radar dẫn đường bao gồm khối anten, khối phát, khối thu và khối xử lý tín hiệu. Các khối này được gắn trên khung đế đầu tự dẫn và được nắp chụp bảo vệ. Nắp chụp đầu tự dẫn có hình chóp elíp đảm bảo độ lợi khí động khi tên lửa Harpoon bay trong tốc độ hành trình cận âm.
RGM-84C Harpoon có chiều dài 4,64m, đường kính thân 0,34m, trọng lượng khi phóng 682 kg, được lắp đầu đạn thuốc nổ phân mảnh khối lượng 145 kg có độ xuyên phá cao, được thiết kế để tiêu diệt các tên lửa, ngư lôi, tàu pháo, tàu mặt nước có lượng giãn nước 5.000 tấn và các tàu vận tải.
Để có thể bay là là trên mặt biển ở độ cao thấp từ 3 đến 5 m, RGM-84C sử dụng một radar đo cao, bao gồm thiết bị thu phát và hai anten. Radar này có độ chính xác khá cao (1 m) và cho phép xác định độ cao của tên lửa trong phạm vi từ 1 đến 5.000 m ngay cả khi nó thay đổi đổi quỹ đạo bay. Trọng lượng của thiết bị đo độ cao khoảng 4,5 kg, được tích hợp trên bo mạch, tiêu thụ công suất 20 W.
Tên lửa chống hạm RGM-84C được lắp hai động cơ bao gồm động cơ khởi động và động cơ hành trình. Động cơ khởi động tên lửa tạo gia tốc ban đầu cho tên lửa chuyển động, khi đạt độ cao ổn định động cơ tuabin phản lực cánh quạt đẩy chính sẽ khởi động đưa tên lửa tới mục tiêu với vận tốc cận âm 280 m/s (Mach 0,8), tầm bắn 130 km. Động cơ hành trình là động cơ tuabin phản lực, động cơ có lực đẩy tối đa 450 kg, đường kính 330 mm, chiều dài 850mm, nặng 82 kg, sử dụng nhiên liệu dầu. 
Khối tự huỷ của tên lửa RGM-84C được bố trí phía sau đầu đạn và nhận lệnh kích nổ huỷ tên lửa trong các trường hợp tên lửa bay chệch hành trình dự kiến quá 1 tham số khống chế, hoặc khi tên lửa không gặp mục tiêu theo tham số ngắm bắn do hệ thống điều khiển bắn trên tàu mẹ cung cấp.

### RUR-5 ASROC
Takatsuki được lắp đặt một hệ thống 8 ống phóng Mk-112 (tương thích với 8 tên lửa chống ngầm RUR-5 ASROC) phía sau pháo hạm, trong đó các cụm ống phóng có thể nâng hạ gần thẳng đứng để phóng tên lửa chống ngầm. Tên lửa chống ngầm RUR-5 ASROC do Công ty Honeywell phát triển và sản xuất từ năm 1960 và chính thức được chấp nhận đưa vào trang bị cho các tàu chiến mặt nước của Hải quân Liên bang Mỹ và đồng minh vào năm 1961. Tên lửa ASROC nặng 487 kg, dài 4,5m, đường kính 422mm. ASROC trang bị động cơ rocket nhiên liệu rắn, tầm bắn 22 km, tốc độ hành trình cận âm. Khi chiến tàu, máy bay tuần tra, trực thăng chống ngầm phát hiện tàu ngầm đối phương bằng hệ thống định vị siêu âm hoặc cảm biến thì sẽ chuyển tọa độ mục tiêu tới tàu chiến trang bị hệ thống ASROC. Từ đây, tàu mang ASROC sẽ phóng tên lửa RUR-5 mang theo ngư lôi Mk46 hoặc bom chìm hạt nhân W44 (Takatsuki không có) bay tới mục tiêu. Các dữ liệu về mục tiêu sẽ được chuyển đến cơ sở dữ liệu của tên lửa thông qua hệ thống máy tính điều khiển của tàu. Hệ thống dẫn đường quán tính được sử dụng khi bay tiếp cận vị trí của mục tiêu trong cơ sở dữ liệu. Ở một vị trí định sẵn trên quỹ đạo đường bay, ngư lôi sẽ tách khỏi tên lửa và rơi xuống biển bằng dù hãm, việc này sẽ giúp giảm thiểu tối đa âm thanh khi rơi xuống nước. Nếu không tìm thấy mục tiêu trong một khoảng thời gian tên lửa sẽ tự hủy hay nhận lệnh tự hủy từ bên ngoài.

### Hệ thống phóng bom ngầm phản lực Type 71 375mm
Hệ thống phóng bom ngầm phản lực Type 71 375mm do MHI sản xuất theo giấy phép hệ thống M/50 Bofors 375mm của Thụy Điển vào năm 1960.Type 71 được tạo nên từ 4 ống phóng tên lửa, mỗi ống phóng có đường kính 375mm. Còn về cấu trúc, mỗi tổ hợp phóng bom ngầm phản lực Type 71 375mm bao gồm các thiết bị: hệ thống điều khiển bắn; thiết bị phóng M/50 375mm; băng truyền tải và nạp đạn; bom chìm phản lực không điều khiển ; hệ thống điều khiển bắn bao gồm bảng điều khiển, máy tính và dụng cụ truyền dữ liệu vào bệ phóng; hệ thống này nhận tín hiệu từ trạm thủy âm trên tàu hoặc từ các nguồn bên ngoài như từ trực thăng cảnh báo sớm hoặc từ các phao thủy âm do trực thăng thả xuống. Thời gian phản ứng của hệ thống kể từ thời điểm phát hiện các đối tượng dưới nước khoảng 60 đến 120 giây.
Type 71 375mm được bố trí ở mũi tàu phía trước pháo hạm 127mm, Type 71 có thể phóng từng quả một hoặc phóng loạt. Băng truyền tải và nạp đạn bảo đảm tải đạn từ hầm đạn trong khoang tàu lên trên mặt boong và nạp đạn. Sau khi toàn bộ số bom được nạp hết vào các ống phóng, thiết bị phóng Type 71 375mm được thiết lập ở chế độ chờ. Lúc này, các ống phóng của Type 71 tạo với mặt boong tàu một góc 90 độ. Đây là góc bắn tối thiểu của tổ hợp bom-rocket này.
Ở chế độ ngắm bắn, các ống phóng có thể xoay quanh trục theo phương thẳng đứng hoặc phương ngang tương ứng với góc hướng bay của bom. Thiết bị phóng Type 71 có góc bắn tối đa theo phương thẳng đứng 60 độ, góc bắn tối đa theo phương ngang là 130 độ. Ở góc bắn 46 độ nó có tầm bắn xa nhất và ở góc bắn 8,5 độ tầm bắn là gần nhất.
Sức mạnh cũng như khả năng bắn phá, tiêu diệt mục tiêu của hệ thống pháo phản lực Type 71 nằm ở bom-rocket Erica và Nelli. Đây là là loại tên lửa không điều khiển sử dụng động cơ nhiên liệu rắn. Erica nặng 107 kg, tầm bắn 655-1.635m, Nelli nặng 80 kg, tầm bắn 1,580-3,625m)

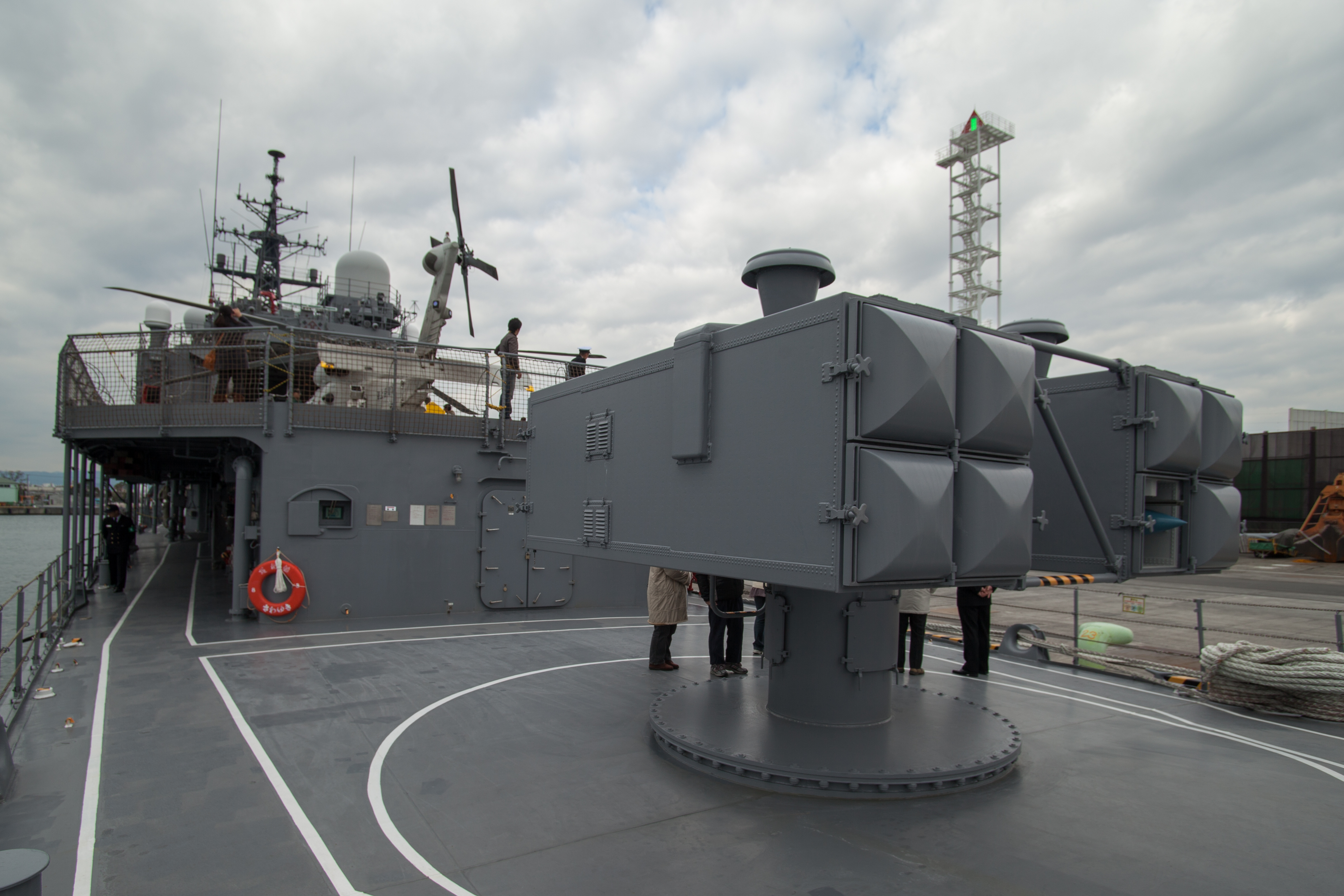
Hệ thống phóng tên lửa Mk-29.
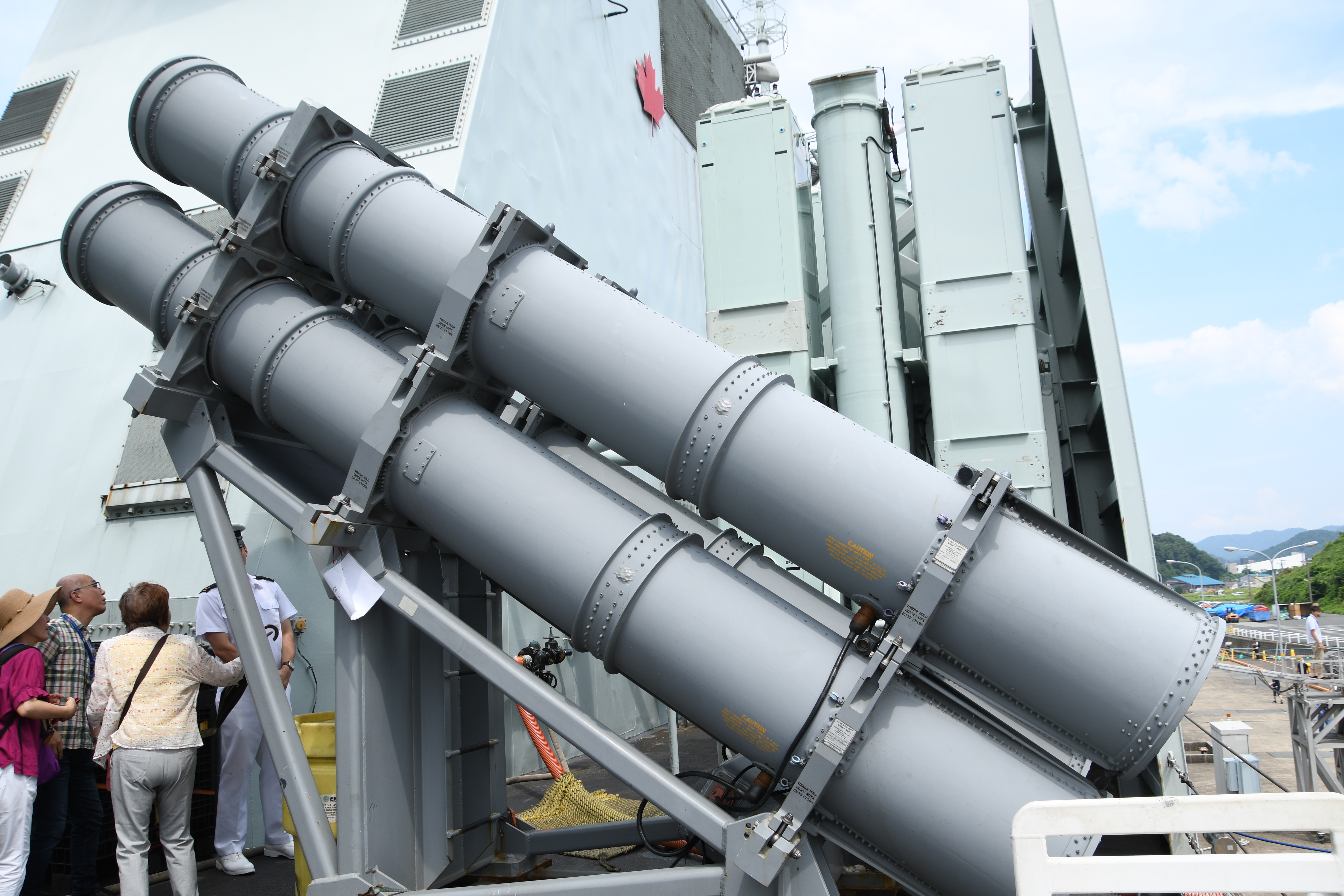
Ống phóng kiêm bảo quản của tên lửa chống hạm RGM-84
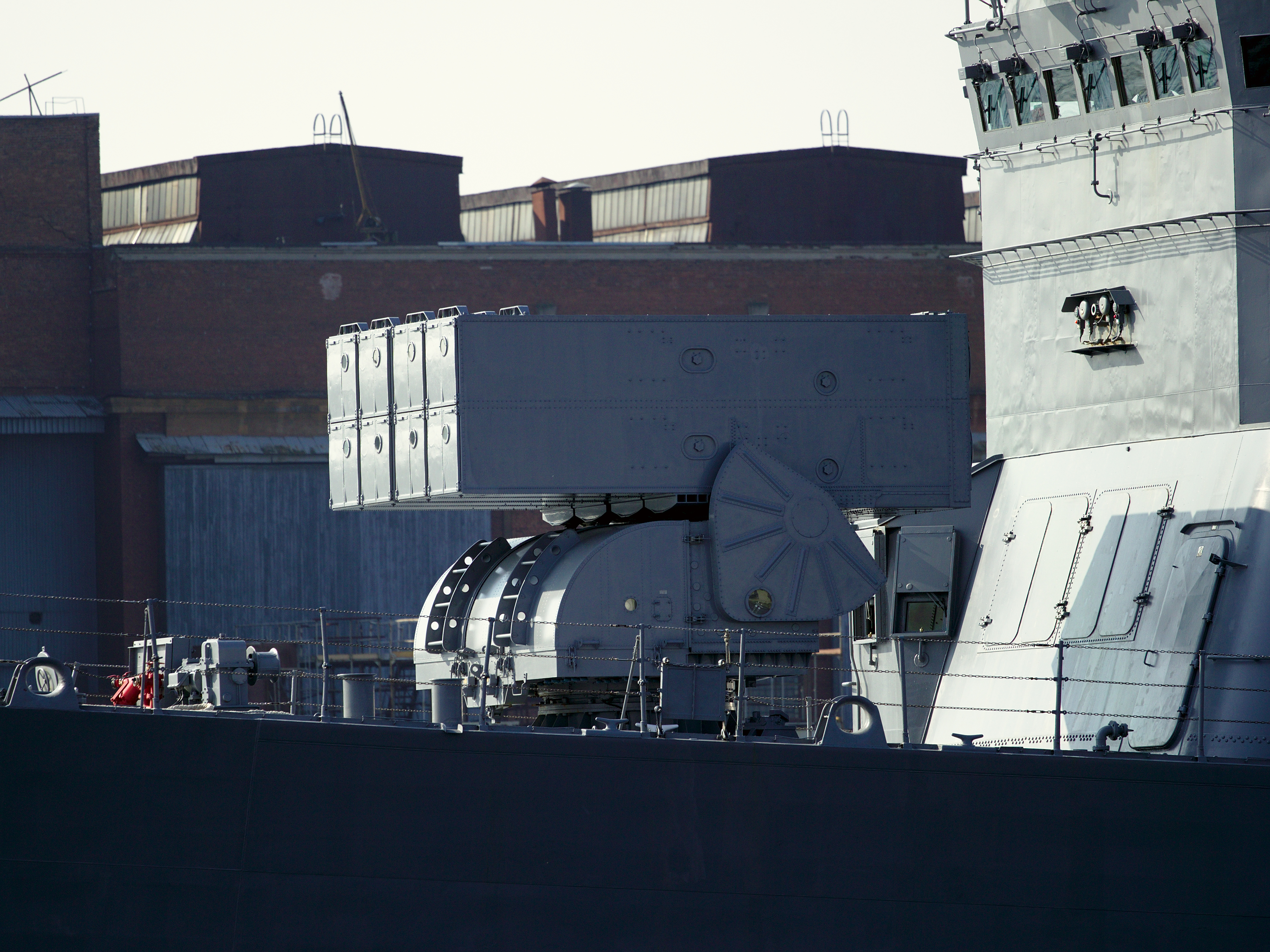
Hệ thống phóng tên lửa Mk-112.
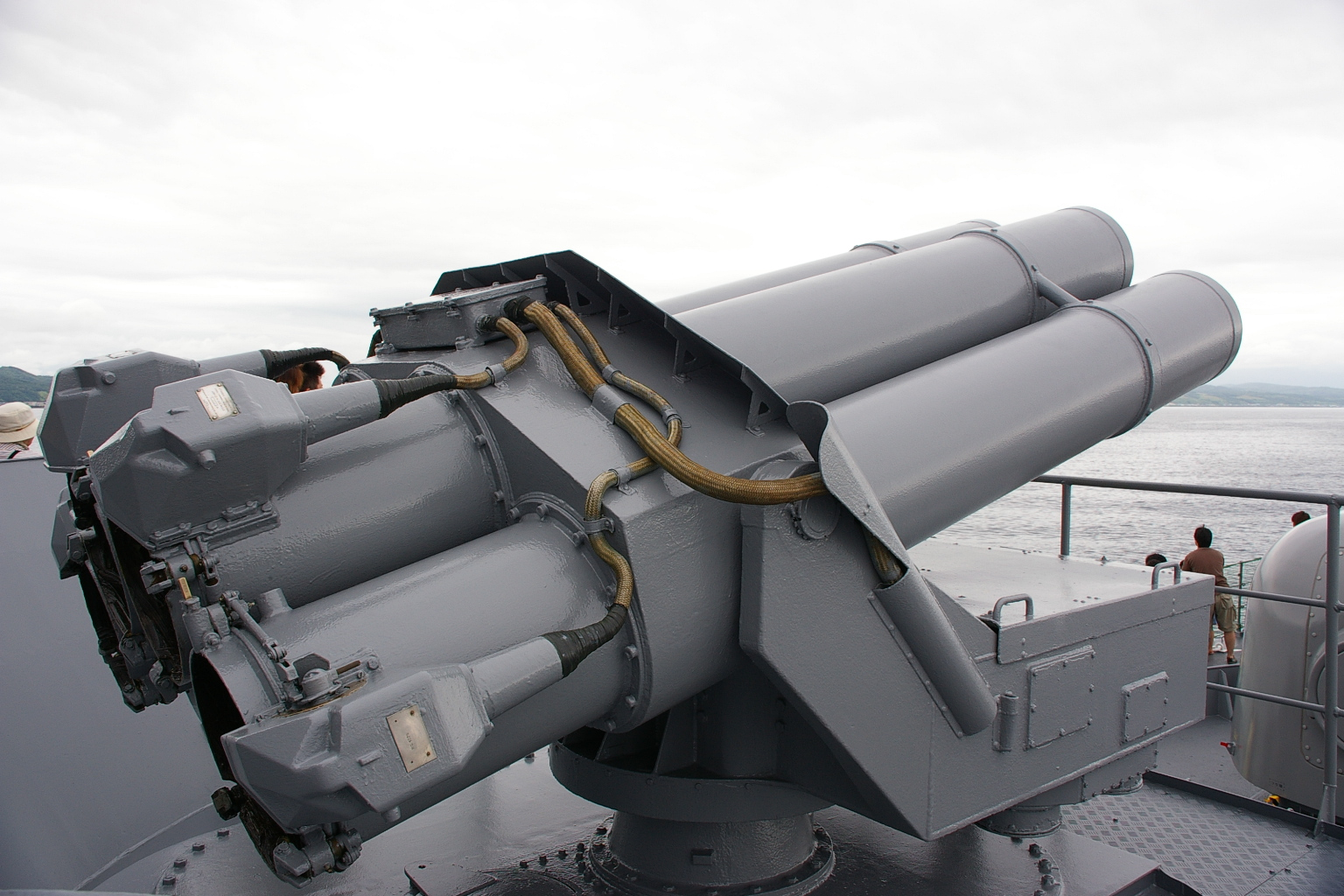
Hệ thống phóng bom ngầm phản lực Type 71 375mm

## Trực thăng chống ngầm

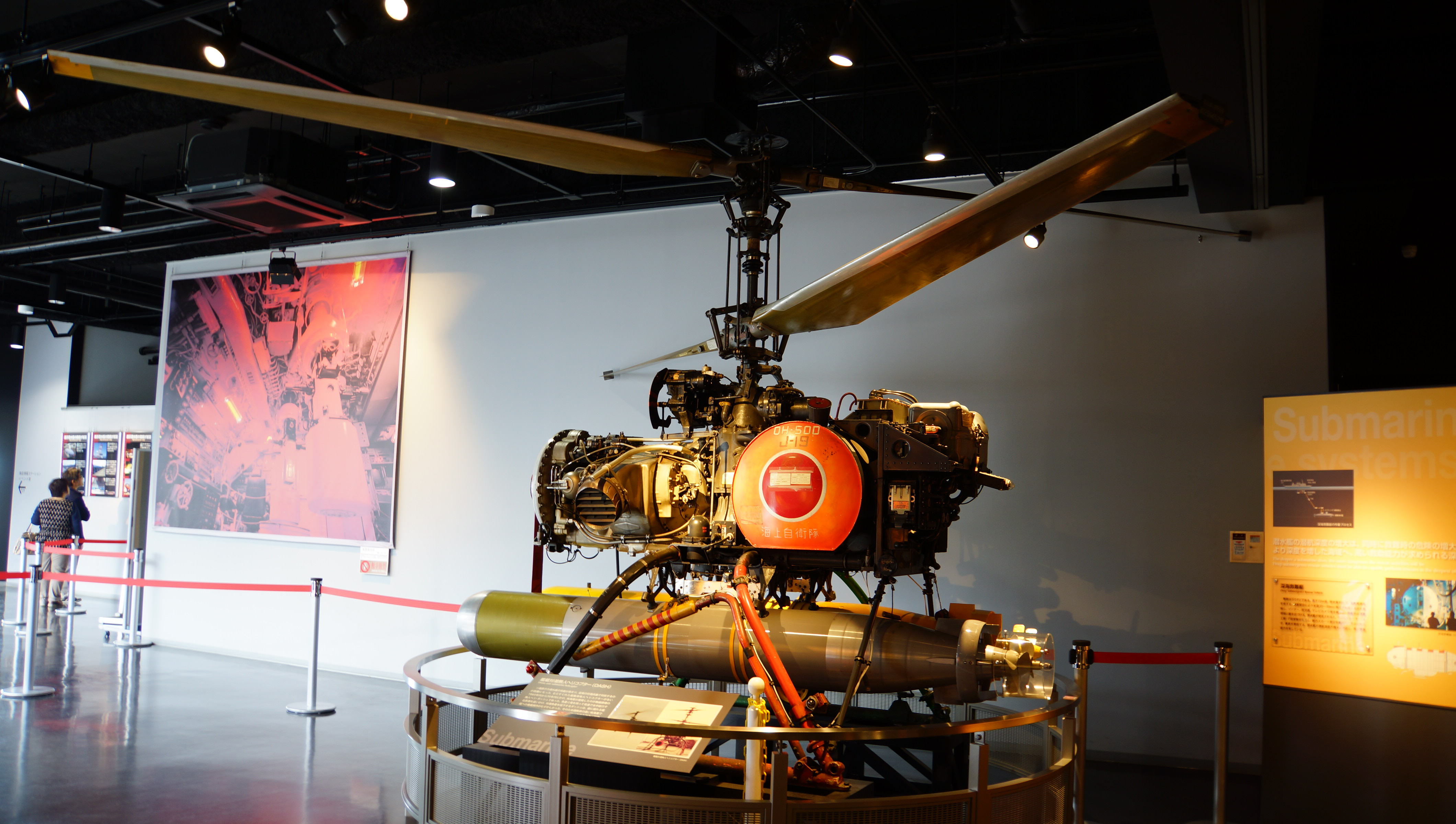
QH-50D DASH (D-19) trưng bày tại Bảo tàng Lịch sử Lực lượng Phòng vệ trên biển Kure.

Đuôi tàu có sàn đáp và nhà chứa nhỏ cho phép mang theo 2 trực thăng chống ngầm Gyrodyne QH-50C/D DASH. Tàu cũng được trang bị các trang thiết bị bảo dưỡng và phụ tùng thiết yếu cho máy bay trực thăng. Gyrodyne QH-50C/D DASH (Drone Anti-Submarine Helicopter) là một loại máy bay trực thăng không người lái chống ngầm được điều khiển từ tàu mẹ. Nó cũng có thể mang hai ngư lôi Mark 44 chống ngầm dẫn đường bằng sonar chủ động hay thụ động. DASH cho phép triển khai tấn công chống tàu ngầm vào mục tiêu do sonar phát hiện ở tầm xa đến 22 hải lý (41 km). Tuy nhiên, DASH tỏ ra kém tin cậy khi hoạt động trên tàu. Sau chương trình FRAM 1980, DASH được rút khỏi phục vụ trên các tàu JS Takatsuki và JS Kikuzuki, nhưng vẫn được giữ lại trên 2 còn lại. Một giới hạn của máy bay không người lái trong chống ngầm là đòi hỏi phải bắt lại mục tiêu khi nó ở bên ngoài tầm sonar hiệu quả của tàu mẹ.

## Hệ thống động lực
Hệ thống động lực của tàu khu trục lớp Takatsuki gồm 2 động cơ tuabin hơi nước Westinghouse 1 trục và 2 nồi hơi V2M, có tổng công suất 35.000 mã lực. Ngoài ra, tàu còn được lắp đặt 2 máy phát điện diesel công suất 500 kW và 1 máy phát điện tuabin hơi nước công suất 1000 kW, bên cạnh đó còn có 1 máy phát điện diesel phụ trợ công suất 200 kW, giúp tàu có thể  hoạt động trong điều kiện không thể sử dụng các động cơ chính. Hệ thống động lực này giúp tàu đạt tốc độ tối đa 32 hải lý/giờ, phạm vi hoạt động 6000 hải lý với tốc độ 20 hải lý/giờ.

## Danh sách
| Hình ảnh | Số hiệu | Tên       | Đặt lườn             | Hạ thủy             | Đưa vào biên chế    | Loại biên           |
| -------- | ------- | --------- | -------------------- | ------------------- | ------------------- | ------------------- |
|          | DD-164  | Takatsuki | 8 tháng 10 năm 1964  | 7 tháng 1 năm 1966  | 15 tháng 3 năm 1967 | 16 tháng 8 năm 2002 |
|          | DD-165  | Kikuzuki  | 15 tháng 3 năm 1966  | 25 tháng 3 năm 1967 | 27 tháng 3 năm 1968 | 6 tháng 11 năm 2003 |
|          | DD-166  | Mochizuki | 22 tháng 11 năm 1966 | 15 tháng 3 năm 1968 | 25 tháng 3 năm 1969 | 15 tháng 3 năm 1999 |
|          | DD-167  | Nagatsuki | 2 tháng 3 năm 1968   | 19 tháng 3 năm 1969 | 12 tháng 2 năm 1970 | 1 tháng 4 năm 1996  |

## Các mục liên quan
- Tư liệu liên quan tới Tàu khu trục lớp Takatsuki tại Wikimedia Commons